# Liste der Apple-II-Klone
Dies ist eine unvollständige Liste von Klonen des Apple II-Heimcomputers des US-amerikanischen Herstellers Apple.

## Nordamerikanische Klone

### Vereinigte Staaten von Amerika
- Albert[1]
- Bell & Howell Apple II "Darth Vader"
- Collins International Trading Corp.
  - Orange+
  - Orange+ Two
- Formula II kit ("Vollständig kompatibel mit Apple II+")[2]
- Franklin Electronic Publishers[3]
  - Franklin Ace 100
  - Franklin Ace 1000
  - Franklin Ace 1200
  - Franklin Ace 2000
  - Franklin Ace 2100
  - Franklin Ace 2200
  - Franklin Ace 500
- InterTek System IV
- Laser 128
- MicroSCI Havac
- Micro-Craft Dimension 68000
- Sekon
- Syscom 2

### Kanada
- Apco
- Arcomp
  - Super 400
  - Super 800
- CV-777
- Golden II (Spiral)
- Logistics
  - Arrow 1000
  - Arrow 2000
- Mackintosh
- Microcom II+
- Microcom IIe
- O.S. Micro Systems
  - OS-21
  - OS-22
- Orange Computers Orangepeel
- Peach Microcomputer

## Brasilianische Klone
- CCE
  - Exato IIe
  - Exato Pró
  - MC-4000
  - MC-4000 //e
- Del MC01 (Unveröffentlichter Apple II+ clone)
- Microcraft Craft II Plus
- Microdigital
  - Microdigital TK2000 Color (nicht 100 % binär-kompatibel)
  - Microdigital TK2000 II Color (nicht 100 % binar-kompatibel)
  - Microdigital TK-3000 IIe
  - Microdigital TK-3000 //e Compact
- Micro Engenho
- Micronix Dactron E
- Milmar Laser IIc
- Polymax Maxxi
- Spectrum ED (Apple IIe)
- Spectrum Microengenho I (Apple II)
- Spectrum Microengenho II (Apple IIe)
- Unitron AP II (nicht zu verwechseln mit dem taiwanischen Unitron, den Herstellern des U2000 und des U2200-Systems)

## Chinesische Klone

### China
- CEC-I (a.k.a. China Educational Computer)

### Hong Kong
- ACC 8000 (a.k.a. Accord 8000)
- Basis Medfly
- CTC (Computer Technologies Corporation)
  - Wombat[3]
  - Wombat AB
  - Wombat Professional
- Pineapple Computer Products Ltd. / Formula International Inc.
  - Pineapple 48K Color Computer[4] (oder "Ananas")
  - Pineapple DP-64E
- Teleco Electronics
  - ATEX 2000 Personal Computer
- VTech (Video Technology)
  - Laser 128
  - Laser 3000

### Taiwan
- AP Computer
  - BAT 250
- Chia-ma SPS-109
- Chin Hsin Industrial
  - RX-8800[5]
- Copam Electronics
  - Base 48
  - Base 64
  - Base 64A (wurde mit lokalisiertem Zeichensatz auch in Europa verkauft)
  - Base 64D
- Fugu Elite 5
- Golden Formosa Microcomputer
  - Golden II
- I.H. Panda
  - CAT-100
  - CAT-200
  - CAT-400
- IMC
  - IMC 320
  - IMC 640
  - IMC Fox
- Lazar II
- Mitac
  - LIC-2001A/LIC-2001 (Little Intelligent Computer)
  - LIC-3001 (Little Intelligent Computer)
- Multitech
  - Microprofessor II (MPF II)
  - Microprofessor III (MPF III)
- Panda 64
- Rakoa Computer
  - Rakoa I
- SMC-II MCAD (Microcomputer Aided Design System)
- Sages Computer Zeus 2001
- Surwave Electronics
  - Amigo 202
  - Amigo 505
- The Jow Dian Enterprise
  - ZD-103 (The ZD 8/16 Personal Computer)
- Unitron U2000
- Unitron U2200

## Europäische Klone

### Bulgarien
- IMKO 2
- Pravetz Serie 8
  - Prawez 8A
  - Prawez 8M
  - Prawez 8E
  - Prawez 8C

### Frankreich
- 3CI Robot (non-Apple II Klon, hat ein speziell für Friseursalons entwickeltes Kassensystem)
- TMS Vela (TMS bedeutet Troyes Micro Service)

### Deutschland
- Basis Microcomputer GmbH
  - Basis 108
  - Basis Medfly
- Blaupunkt
  - Blaupunkt Apple II
- Citron II
- CSC Euro 1000
- CSC Euro Plus
- CSC Euro Profi
- CSC Euro Super
- ComputerTechnik Space 83
- ComputerTechnik SK-747/IBS Space-83
- Eurocon II
- Eurocon II+
- ITT
  - ITT 2020 (ab 1981 Europlus)
- Precision Echo Phase II (Basis 108 mit leicht schokoladefarbig braunen Gehäuse)

### Griechenland
- Gigatronics KAT

### Italien
- Asem AM-64e
- Selcom Lemon II
- Staff C1

### Niederlande
- AVT Electronics
  - AVT Comp 2[6]
- Computer Hobbyvereniging Eindhoven
  - CHE-1
- Pearcom
  - Pear II

### Norwegen
- West PC-800[7]

### Spanien
- Katson
- Katson II

### Jugoslawien
- Pineapple
- Marta kompjuteri

## Ostasiatische Klone

### Japan
- Akihabara Japple
- Honda Computers (auch bekannt als Pete Perkins Apple) benutzte ein übliches Vectorio Motherboard mit einem üblichen EPROM Socket.
- Wakou Marvel 2000

### Singapur
- Creative Labs CUBIC-88
- Creative Labs CUBIC-99
- Lingo 128 Personal Computer

### Südkorea
- Hyosung PC-8000
- Sambo TriGem20
- Sambo Busicom SE-6003
- E-Haeng Cyborg-3
- Zungwon HART
- Champion-86XT

## Australische Klone
- Dick Smith Cat (VTech Laser 3000)[8]
- Vectorio 64z[9]

## Sowjetische Klone
- Agat
  - Agat-4
  - Agat-7
  - Agat-8
  - Agat-9

## Unbekannte Modelle
- Bannana Banana
- CB-777 (von Apple konfisziert)
- CV-777
- Dipa 109
- Dipa 209
- Goblin II
- OS-20
- REON
- TK 8000 (von Apple konfisziert)[10]

## Andere Modelle
- AES easy3
- AMI II
- Aloha 50
- Aton II
- Bimex
- BOSS-1
- Circle II
- Elppa II
- Energy Control
- General 64
- Iris 8
- Ivel Z3
- MCP
- Mango II
- Mind II
- Multi-system Computer
- Panasia
- Shuttle (computer)
- Space II
- Spring (sold, inter alia, in Israel)
- Tiger TC-80A
- Unitronics Sonic

### Plug-in Apple II compatibility boards
- Apple IIe Card (Macintosh LC)
- Diamond Trackstar (IBM PC)
  - Trackstar
  - Trackstar 128
  - Trackstar Plus
  - Trackstar E
- Mimic Systems Spartan[11] (Commodore 64)
- Quadram Quadlink (IBM PC)
- Titan III (Apple III)
  - III Plus II
  - III Plus IIe